# Rymszany (gmina)
Rymszany – dawna gmina wiejska istniejąca do 1939 roku na obszarze Ziemi Wileńskiej/woj. wileńskiego (obecnie na Litwie). Siedzibą gminy było miasteczko Rymszany (290 mieszkańców w 1921 roku).
Początkowo gmina należała do powiatu jezioroskiego w guberni kowieńskiej. 31 października 1919 gminę włączono do utworzonego pod Zarządem Cywilnym Ziem Wschodnich nowego powiatu brasławskiego, który wszedł w skład okręgu wileńskiego. 20 grudnia 1920 gmina weszła w skład tymczasowego okręgu nowogródzkiego, a 19 lutego 1921 została włączona do nowo utworzonego woj. nowogródzkiego. Od 13 kwietnia 1922 gmina Rymszany należała do objętej władzą polską Ziemi Wileńskiej, przekształconej 20 stycznia 1926 roku w województwo wileńskie.
Po wojnie obszar gminy Rymszany wszedł w struktury administracyjne Związku Radzieckiego.

## Demografia
Według Powszechnego Spisu Ludności z 1921 roku gminę zamieszkiwało 5.261 osób, 4.906 było wyznania rzymskokatolickiego, 86 prawosławnego, 103 staroobrzędowego, 155 mojżeszowego a 11 mahometańskiego. Jednocześnie 3.511 mieszkańców zadeklarowało polską przynależność narodową, 19 białoruska, 151 żydowską, 1505 litewską, 75 rosyjską. Było tu 1.009 budynków mieszkalnych.